# Bouchiria vesiculosa
Bouchiria vesiculosa är en ringmaskart som beskrevs av Elise Wesenberg-Lund 1949. Bouchiria vesiculosa ingår i släktet Bouchiria och familjen Polynoidae. Inga underarter finns listade i Catalogue of Life.